# ترومبوکسان بی۲
ترومبوکسان بی۲ (به انگلیسی: Thromboxane B2) با فرمول شیمیایی C۲۰H۳۴O۶ یک ترکیب شیمیایی با شناسه پاب‌کم ۵۲۸۳۱۳۷ است. که جرم مولی آن ۳۷۰٫۴۸ g/mol می‌باشد. 
آنزیم Thromboxane-A سنتتاز که در پلاکتها یافت میشود ترومبوکسان A2 را از آراشیدونیک اسید و prostaglandin H2 میسازد. ترومبوکسان بی۲ متابولیت غیرفعال ترومبوکسان A2 است.